# Pokémon rojo y Pokémon azul
Pokémon Edición Roja y Pokémon Edición Azul (en inglés: Pokémon Red Version & Pokémon Blue Version) son dos videojuegos de rol desarrollados por Game Freak y publicados por Nintendo para su consola portátil Game Boy. Son las primeras entregas de la serie de videojuegos de la franquicia Pokémon. Los videojuegos fueron lanzados a la venta por primera vez en Japón durante 1996 y en Estados Unidos, Europa y Australia casi tres años después. Pokémon Amarillo, una versión especial, fue lanzada al mercado aproximadamente un año más tarde. Los videojuegos fueron rehechos con posterioridad para la consola Game Boy Advance bajo el título de Pokémon FireRed y LeafGreen y publicados en 2004.
El concepto que originó la creación de Pokémon, y por ende de rojo y azul, surgió a raíz del pasatiempo que Satoshi Tajiri, diseñador principal del juego, realizaba cuando era niño y consistía en recolectar insectos. Con el paso del tiempo, pensó que los niños debían relajarse del estrés que los aquejaba a diario. Decidió que una buena forma de distraerlos era mediante los videojuegos. Debido a que la Game Boy tenía la capacidad de intercambiar información con otra consola igual, Shigeru Miyamoto opinó que debían de producirse diversos cartuchos para que, en cada uno de ellos, hubiera distintas criaturas y los jugadores pudiesen intercambiarlas entre sí. Durante el tiempo de su lanzamiento, Tajiri se mantenía escéptico ante el hecho de que los juegos fueran bien recibidos por el público, pues anteriormente cuando le presentó el proyecto a Nintendo él pensó que tal vez no le darían luz verde para comenzar a desarrollar los juegos; esto fue debido, principalmente a que la Game Boy en dicha época tenía bajas ventas. Sin embargo, ambos títulos aumentaron en popularidad, pues tiempo después de que fueran lanzados a la venta, se descubrió el Pokémon n.º 151: Mew; esto causó un revuelo alrededor de los juegos, pues esta criatura no estaba contemplada en el diseño original de ambos títulos.
El jugador controla al protagonista desde una perspectiva aérea y recorre la región ficticia de Kanto para dominar las batallas Pokémon. El objetivo principal del juego es convertirse en el campeón de Kanto al derrotar a los cuatro mejores entrenadores Pokémon de la región, el Alto Mando. Otro objetivo es completar la Pokédex, una enciclopedia que se encuentra dentro del juego, mediante la obtención de las 151 especies Pokémon disponibles. Rojo y azul permiten utilizar el Game Link Cable para conectar dos consolas e intercambiar Pokémon o combatir entre los jugadores. Ambos títulos son independientes uno del otro, pero, a su vez, ambos presentan el mismo argumento y, a pesar de que pueden jugarse por separado, es necesario que los jugadores intercambien entre sí diferentes criaturas para poder tener las 151 especies Pokémon.
Rojo y Azul recibieron, en su mayoría, reseñas positivas; los críticos elogiaron las opciones multijugador, en especial el concepto de intercambio. Ambos títulos obtuvieron una puntuación global de 89% por parte de GameRankings. Asimismo se encuentran en una posición importante en diferentes listas de estilo top; el sitio web IGN realizó una serie de reseñas respecto a dichos títulos a partir de 2003, las cuales fueron hechas consecutivamente durante cuatro años, y en todas ellas figuran entre «Los 100 mejores juegos de todos los tiempos». El lanzamiento de ambos juegos marcó el comienzo de lo que se convertiría en una franquicia que vendió millones de copias alrededor de todo el mundo, por lo que fueron incluidos en 2009 dentro del Libro Guiness de los récords mundiales en las secciones «Mejor juego de rol vendido para Game Boy» y «Mejor juego vendido del género RPG de todos los tiempos».

## Argumento

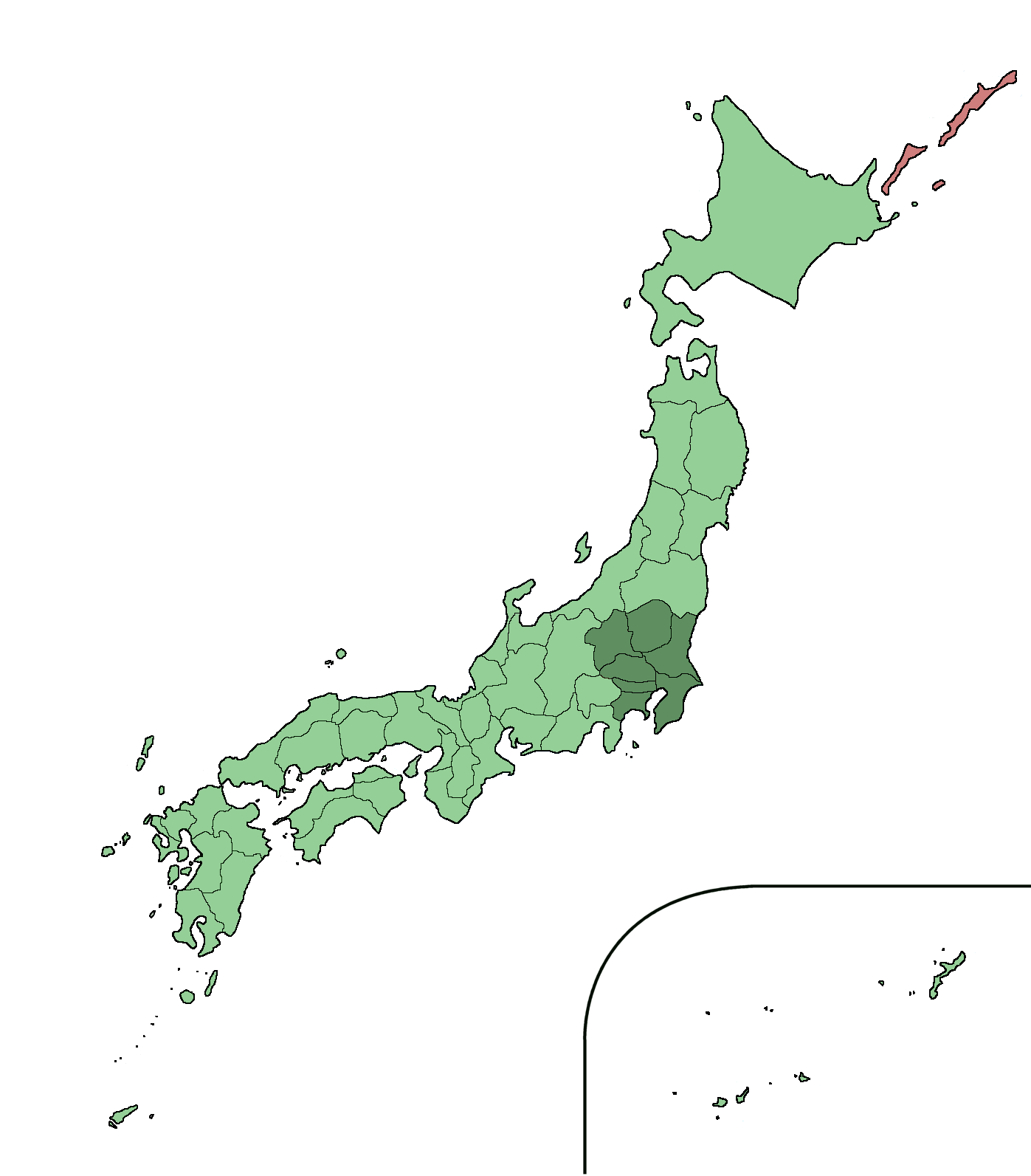
La región de Kantō sirvió como inspiración para la creación del mundo Pokémon.

### Ambientación
Pokémon rojo y azul se desarrollan en la región ficticia de Kanto —la cual, a su vez, está basada en la región real de Kantō (Japón)—. Se trata de una región diferente a las mostradas en títulos posteriores, con diferentes hábitats específicos para las 151 especies Pokémon existentes dentro del juego. Las ciudades y los pueblos son los principales asentamientos humanos y existen rutas que permiten la comunicación entre estos. Algunas zonas solo son accesibles cuando el jugador obtiene un objeto clave o cuando los Pokémon que él lleva aprenden una habilidad especial. Las áreas en las que el jugador puede capturar Pokémon varían desde el océano hasta diversas cuevas, donde el tipo de especie disponible es diferente según el lugar. Por ejemplo, Horsea solo puede ser capturado mientras el jugador se encuentra pescando, o bien, mientras que este se encuentre sobre algún cuerpo de agua, mientras que Zubat solo puede ser capturado dentro de una cueva.

### Sinopsis
El protagonista de Pokémon rojo y azul es un joven preadolescente —el juego elige por defecto su nombre como «Rojo», aunque el jugador puede escogerlo libremente— que vive en un pequeño lugar llamado Pueblo Paleta. Después de intentar aventurarse por sí solo entre la hierba alta, una voz advierte al jugador que se detenga. El Profesor Oak, un famoso investigador Pokémon, le explica al jugador que diferentes Pokémon salvajes pueden estar viviendo ahí, por lo que si se llega a encontrar con uno de ellos, puede resultar muy peligroso. El profesor lleva al jugador hasta su laboratorio, donde conoce al nieto de Oak, un rival que aspira a convertirse en Entrenador Pokémon. Tanto al jugador como al rival se les explica que es necesario que ambos elijan a su Pokémon inicial para que este les acompañe durante su travesía. Las criaturas a escoger son Bulbasaur de tipo planta, Charmander de tipo fuego, y Squirtle de tipo agua. El nieto de Oak siempre escogerá al Pokémon que se encuentre en ventaja en relación con el que el jugador elija y a continuación le reta a una batalla Pokémon. En ciertos puntos de ambos juegos, el rival volverá a retar de nuevo al jugador a una batalla.
Mientras se van visitando las ciudades de la región, el jugador podrá encontrar unas instalaciones especiales llamadas gimnasios. Dentro de estos edificios hay personas que se llaman líderes de gimnasio, a quienes el jugador deberá desafiar y derrotar en una batalla Pokémon para obtener un total de ocho medallas de gimnasio. Una vez adquiridas dichas medallas, el jugador puede acceder a la Liga Pokémon para derrotar a los mejores entrenadores de la región. Allí, el jugador combatirá contra el «Alto Mando» y, finalmente, contra el campeón de la liga Pokémon: el nieto de Oak. A lo largo del juego, el jugador tendrá que luchar además contra las fuerzas del Team Rocket, una organización criminal que abusa de los Pokémon e idea diversos planes para robar especies raras, los cuales deberán ser frustrados por el jugador.

## Mecánica de juego
Rojo y Azul son juegos en tercera persona que utilizan a Rojo como protagonista. Los juegos se desarrollan mediante una perspectiva aérea y que consisten en tres pantallas de juego diferentes: el mapa general, donde el jugador maneja al protagonista; una pantalla de batalla con vista lateral; y una interfaz de menús, en la que el jugador puede configurar a sus Pokémon, objetos y las opciones de juego.
El jugador puede utilizar sus Pokémon para entablar batallas contra otros entrenadores o Pokémon salvajes. Cuando el jugador se encuentra aleatoriamente con un Pokémon salvaje o se enfrenta a un entrenador, la pantalla principal cambia a una interfaz de batalla por turnos, en la que se muestran a los Pokémon participantes. Durante la batalla, el jugador puede elegir una maniobra para que su Pokémon combata usando uno de sus cuatro posibles movimientos e intentar debilitar el Pokémon rival, utilizar objetos, cambiar su Pokémon por otro, o intentar huir. Los Pokémon tienen puntos de salud (abreviado como «PS»). Cuando estos son reducidos hasta cero, el Pokémon se desmaya y no puede continuar peleando hasta que sea revivido. Una vez que el Pokémon enemigo se desmaya, los Pokémon del jugador involucrados en la batalla contra él, reciben una cierta cantidad de puntos de experiencia (abreviado como «EXP»). Tras acumular cierto número de puntos de experiencia, el Pokémon puede subir de nivel. El nivel de los Pokémon regula sus propiedades físicas, como incrementos en las estadísticas de batalla, y la posibilidad de aprender movimientos nuevos. Además, incrementar el nivel hasta un determinado límite es un factor que en la mayoría de los Pokémon, implica una evolución a otra criatura distinta y más fuerte.
La captura de Pokémon es otro elemento esencial del sistema de juego. Durante la batalla contra un Pokémon salvaje, el jugador puede lanzarle un objeto llamado Poké Ball. Si el Pokémon es capturado con éxito, este pasará a ser propiedad del jugador. Los factores que afectan al éxito de dicha captura dependen de los puntos de vida que tenga la criatura en cuestión y del tipo de Poké Ball utilizada: cuanto más bajos sean los puntos de salud del Pokémon y más efectiva sea la Poké Ball utilizada, mayor será la probabilidad de capturar dicho monstruo. El último objetivo de ambos juegos es completar las entradas de la Pokédex, una exhaustiva enciclopedia de Pokémon, mediante la captura, evolución, e intercambio para obtener las 151 especies diferentes.

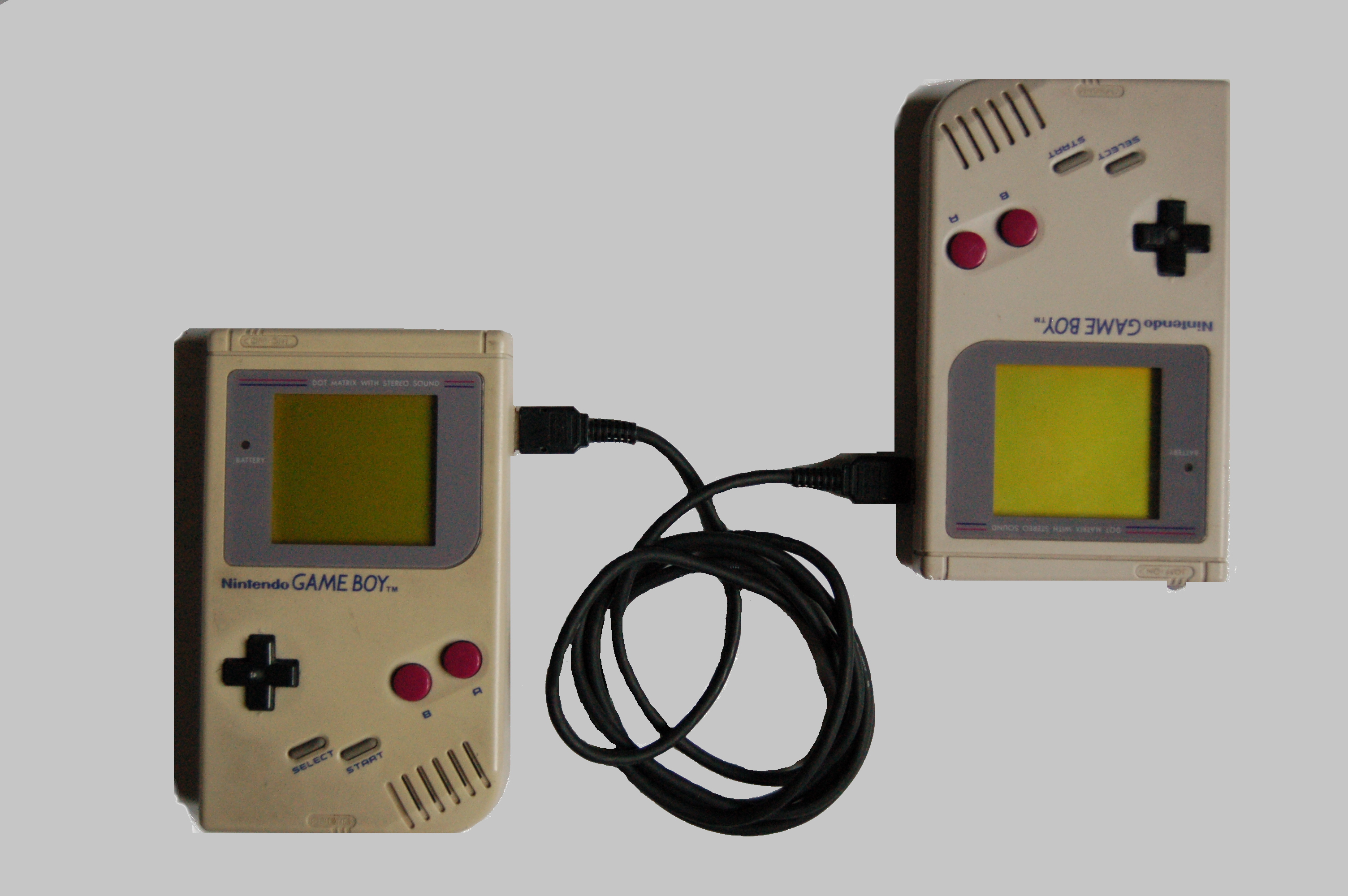
El Game Link Cable permite a los jugadores intercambiar entre sí diferentes Pokémon de consola a consola, algo que fue innovador dentro de la industria.

### Interactividad
Pokémon Rojo y Azul permiten a los jugadores intercambiar diferentes criaturas entre ambos cartuchos mediante el cable link. Este método de intercambio es necesario para completar totalmente la Pokédex, puesto que ambas versiones tienen Pokémon exclusivos. Además el cable link también permite entablar batallas contra el equipo Pokémon de otro jugador. Mientras se juega Rojo y Azul en una Game Boy Advance o SP, el cable estándar de GBA/SP no funcionará, por lo que los jugadores deberán utilizar el Universal Game Link Cable en su lugar. Por otra parte, las versiones inglesas de ambos títulos no son compatibles con sus homólogas japonesas y un intercambio entre dos de ellas provoca una corrupción de datos dentro del juego, ya que utilizan un idioma diferente y, por lo tanto, conjuntos de caracteres distintos.
Además de poder interactuar con Pokémon Yellow, Pokémon rojo y azul permiten intercambiar criaturas con los títulos de la segunda generación: Pokémon Gold, Silver y Crystal. Sin embargo, hay que tener presente ciertas limitaciones: los juegos no pueden establecer conexión si el jugador posee un Pokémon o movimiento introducido en estos nuevos juegos. Además, utilizando el Transfer Pak de la Nintendo 64, se pueden usar datos de Pokémon u objetos para trasladarlos a los títulos de dicha consola: Pokémon Stadium y Pokémon Stadium 2. Rojo y azul no son compatibles con los juegos de las siguientes generaciones lanzados para Game Boy Advance y GameCube.

## Desarrollo
| Diseño de juego y director | Satoshi Tajiri                                                |
| Diseño de personajes       | Ken Sugimori Atsuko Nishida                                   |
| Programadores              | Teruki Murakawa Kohta Fukui Tetsuya Watanabe Shigeki Morimoto |
| Productores                | Shigeru Miyamoto Tsunekazu Ishihara Takeshi Kawaguchi         |
| Diseño del mapa            | Kenji Matsushima Fumihiro Nonomura Ryohsuke Taniguchi         |
| Diseño paramétrico         | Takeo Nakamura Koji Nishino                                   |
| Diseño de criaturas        | Motofumi Fuziwara Shigeki Morimoto Satoshi Oota               |
| Música y efectos de sonido | Jun'ichi Masuda                                               |
| Examen del producto        | Akiyoshi Kakei Takeo Nakamura Kazuki Tsuchiya                 |
| Traducción del texto       | Nob Ogasawara                                                 |
| Coordinación en América    | Hiro Nakamura Sara Osborne Gail Tilden                        |
| Referencias                | [ 36 ] [ 37 ]                                                 |

### Concepción
El concepto de la saga Pokémon proviene de la afición de coleccionar insectos, un pasatiempo popular del que el diseñador de videojuegos Satoshi Tajiri disfrutaba cuando era niño. Mientras crecía, observó cómo el pueblo en donde vivía comenzó a tener una mayor urbanización y, como resultado de ello, la población de insectos empezó a descender. Tajiri notó que los niños comenzaron a jugar dentro de sus hogares en vez de salir a la calle a divertirse y se le ocurrió la idea de crear un videojuego que contuviese criaturas parecidas a los insectos, llamadas Pokémon. Pensó además en que los niños podían relacionarse con los Pokémon si ellos les ponían un nombre a su antojo de una manera individual a cada uno, y después manipularlos para descargar su miedo o su ira sobre ellos convirtiéndose así en una buena manera de relajarlos contra la tensión diaria. Sin embargo, los Pokémon nunca sangran o mueren durante una batalla, simplemente se desmayan —ya que se trataba de un tema muy delicado para Tajiri y decía que no quería llenar, aún más, el mundo de los videojuegos con «violencia sin sentido»—.
Cuando la Game Boy fue lanzada a la venta, Tajiri pensó que el sistema era perfecto para su idea, sobre todo porque creía que el cable link podía permitir a los jugadores intercambiar entre sí diferentes Pokémon. Este concepto sobre el intercambio de información entre cartuchos era algo innovador dentro de la industria de los videojuegos, ya que con anterioridad dichos cables solo eran usados para las competiciones. «Me imaginaba un montón de información transferida de una Game Boy a otra, y dije 'wow', ¡Esto se va a poner bueno!», comentó Tajiri. También estuvo influenciado por el juego de Square producido para la Game Boy The Final Fantasy Legend, y declaró durante una entrevista que dicho juego le había dado una idea sobre que la mayoría de los juegos de acción solo podían ser desarrollados para dicha consola portátil.
El personaje principal recibió el nombre de Satoshi —nombre real de Tajiri y que a su vez es descrito como él mismo durante su adolescencia—, mientras que el otro personaje, el rival del protagonista, fue llamado Shigeru en honor a su antiguo amigo, mentor, modelo a seguir y compañero de trabajo en las instalaciones de Nintendo, Shigeru Miyamoto. Ken Sugimori, artista y viejo amigo de Tajiri, dirigió el desarrollo de los primeros dibujos y bocetos de los Pokémon, trabajando con menos de diez personas que concibieron e idearon el diseño de las 151 criaturas. Cada vez que Sugimori terminaba de dibujar cada boceto, dibujaba a cada personaje desde diferentes ángulos para que esto ayudara al departamento gráfico de Game Freak a reproducirlo adecuadamente durante la programación del juego. La música para ambos títulos fue compuesta por Junichi Masuda y utilizó los cuatro canales de sonido con los que cuenta la Game Boy para crear tanto las melodías y los efectos de sonido, como los «gruñidos» de los Pokémon que se escuchan cuando el jugador se encuentra con uno. El tema principal del juego, titulado «Monster» —en español: «Monstruo»—, fue compuesto mientras él se imaginaba una escena de batalla entre dichas criaturas y fue interpretado mediante un ruido blanco para que sonara a manera de música de marcha militar, imitando una pequeña caja orquestal.

### Producción
El nombre original de la franquicia iba a ser Capsule Monsters, pero el título de ambos juegos pasó por transiciones debido a la dificultad que existía entre diversas marcas, llegando en algunas ocasiones a referirse a ella como CapuMon o KapuMon, antes de que finalmente se estableciera bajo el nombre de Pocket Monsters. Tajiri siempre pensó que Nintendo rechazaría su proyecto, ya que la compañía no entendió el concepto la primera vez que se le fue presentado. Sin embargo, los juegos resultaron ser un rotundo éxito, algo que ni Tajiri ni Nintendo esperaban, sobre todo por el declive de ventas que la Game Boy iba empezando a tener en ese tiempo. Al enterarse del concepto de Pokémon, Miyamoto sugirió la programación de varios cartuchos con diferentes criaturas en cada uno, señalando que ayudaría al concepto del intercambio entre jugadores.

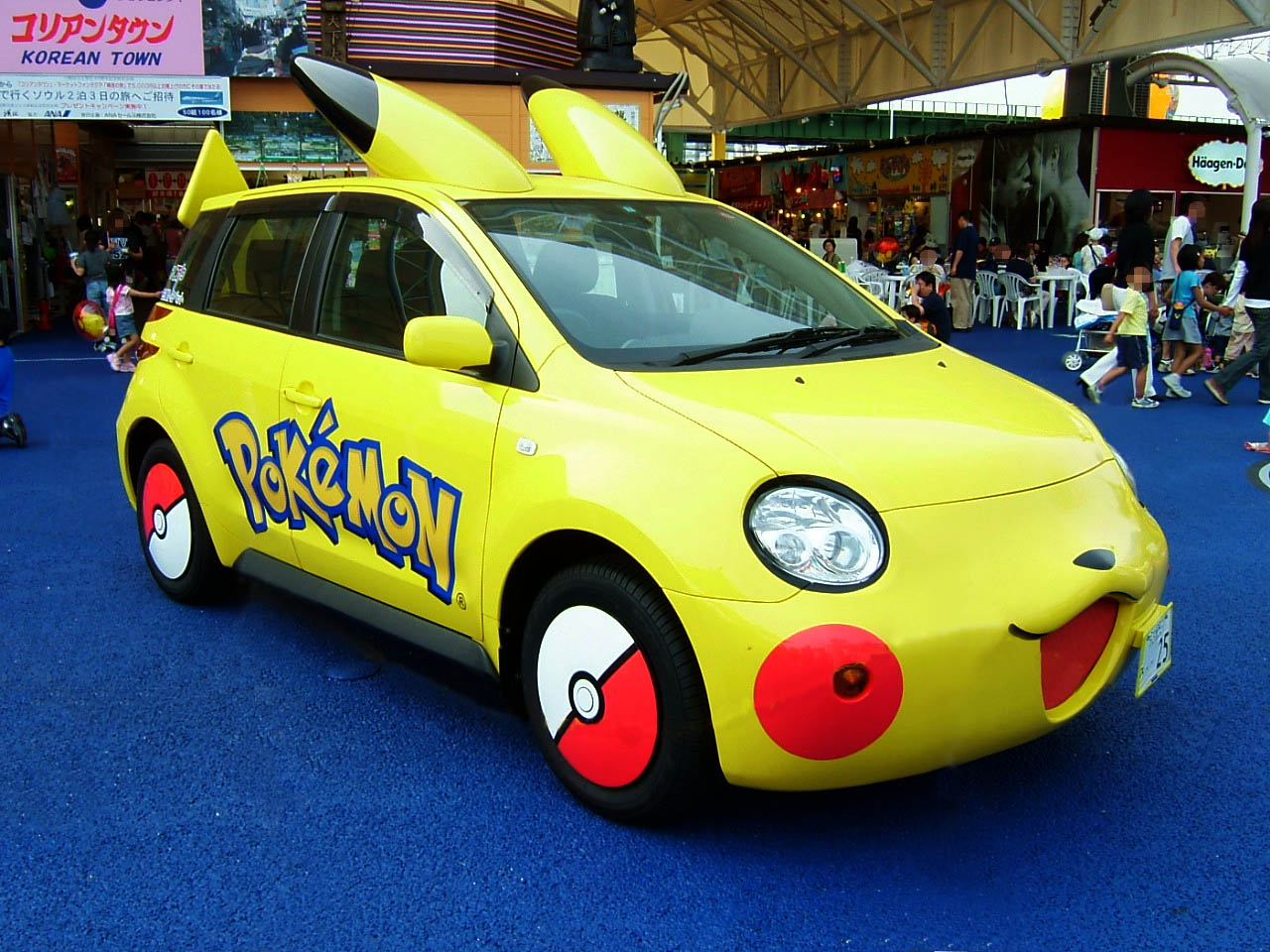
La popularidad de Pokémon se extendió por todo el mundo, debido al éxito de las primeras versiones rojo y azul. En la imagen un automóvil de marca Toyota, modificado para parecerse a Pikachu, la mascota oficial de la franquicia.

En Japón Pocket Monsters: Red y Pocket Monsters: Green fueron las primeras versiones en ser publicadas. Estas se vendieron rápidamente, debido en parte a la idea que Nintendo tuvo respecto a la producción de dos versiones diferentes sobre un mismo título, incitando a los consumidores a comprar ambas. Varios meses después, la versión Blue fue publicada posteriormente en el país del sol naciente, la cual era adquirida solamente mediante un pedido por correspondencia, la cual ofrecía un mejorado motor gráfico junto con un nuevo diálogo entre personajes. Para agregar más desafío a los juegos, Tajiri reveló que un Pokémon adicional llamado Mew se encontraba oculto dentro de las partidas, y a su juicio consideró que este secreto «había creado muchos rumores y mitos alrededor de los juegos» y además «mantuvo vivo el interés por ambos títulos». Dicho Pokémon no figuró inicialmente como una de las criaturas que podían ser capturadas, puesto Sugimori había realizado un boceto de él; quien se encargó de añadirlo a las versiones finales del juego fue en realidad Shigeki Morimoto; esto lo hizo con el fin de hacerle una broma al equipo de desarrollo de Game Freak, pues para cuando el juego salió a la venta solo ellos sabían de su existencia. Al momento que Tajiri reveló la existencia de dicho Pokémon, varios jugadores, e incluso el propio Morimoto, se mostraron sorprendidos. Se suponía que esta criatura solo podía ser adquirida durante un evento promocional que Nintendo estaba planeando; sin embargo, durante 2003 un error de programación fue encontrado en los juegos, lo cual permitía alterar la configuración de los mismos, y explotarlos para así conseguir al tan elusivo Pokémon.
Durante la traducción para la versión americana de Pokémon, un pequeño equipo encabezado por Hiro Nakamura fue renombrando individualmente a cada uno de los personajes para las audiencias occidentales, basándose en la apariencia y características específicas de cada monstruo, para que con ello fuera posteriormente aprobado por Nintendo of Japan. Además, durante este proceso, Nintendo registró legalmente el nombre de las 151 criaturas, con el fin de asegurarse de que cada una de ellas fueran únicas dentro de la franquicia. Durante el proceso de traducción, se hizo evidente que el simple hecho de alterar el texto de los juegos del japonés al inglés pareciera algo imposible; ante esto, los juegos tuvieron que volver a ser reprogramados desde cero, ya que debido a la fragilidad de su código fuente, el período de programación resultó inusualmente lento y, por ello, el juego se retrasó. Por consiguiente, se decidió que los juegos estuvieran basados en la versión japonesa más moderna de la versión Blue; modelando a su vez la programación junto con el éstilo gráfico, pero manteniendo la misma distribución de los Pokémon que se encontraban tanto en las versiones japonesas de Red y Green, respectivamente.
A medida que terminaban las versiones rojo y azul, se estaba preparando su lanzamiento en territorio americano, por lo que Nintendo invirtió cerca de 50 millones USD para promover los juegos, temiendo que la serie no fuera del agrado de los niños americanos. El equipo localizado en occidente previó que tal vez los «lindos monstruitos» no fueran aceptados por el público americano, por lo que recomendó que los cartuchos fueran rediseñados y «reforzados». El entonces presidente de Nintendo Hiroshi Yamauchi se negó a la petición y en vez de ello tomó el asunto de la acogida americana como «un desafío al cual hay que enfrentar». A pesar de esos contratiempos, unas ediciones reprogramadas de rojo y azul, bajo el diseño original de cada una de los monstruos, fueron eventualmente publicadas y lanzadas a la venta en Estados Unidos cerca de dos años y medio después de que Red y Green debutaran en Japón. Los juegos fueron bastante bien recibidos por parte del público extranjero, lo que provocó que Pokémon se convirtiera en una franquicia con fines de lucro en Norteamérica.

## Recepción y legado
A partir de la buena recepción que obtuvieron Pokémon rojo y azul, la serie de Pokémon logró convertirse en un éxito mercadotécnico de altísimas ventas, una franquicia de miles de millones de dólares. En Japón, Red, Blue y Green, han vendido en conjunto cerca de 10,4 millones de copias, mientras que en Estados Unidos, rojo y azul solo han vendido 8,4 millones de cartuchos. Los juegos entraron al Libro Guiness de los Récords Mundiales en la categoría de «Mejor juego vendido de RPG para la Game Boy» y «Mejor juego vendido de género RPG de todos los tiempos» en el año de 2009.
Los juegos recibieron en su mayoría reseñas positivas por parte de los críticos, ostentando una puntuación global por parte de Game Rankings de un 89%. Elogios especiales fueros otorgados a las características de multijugador que ambos títulos poseen: la capacidad de intercambiar y combatir con Pokémon de otro jugador. Craig Harris les cedió una puntuación «magistral» de 10 sobre 10, señalando que «incluso cuando acabas la aventura principal, te das cuenta del hecho de que aún no tienes todos los Pokémon dentro de tu partida. El desafío para atraparlos a todos es sin duda el mayor atractivo del título». También comentó sobre la popularidad que el juego había alcanzado, especialmente entre los niños, lo que describió como una «manía». El editor de GameSpot Peter Bartholow, que les dio una «genial» puntuación de 8,8 sobre 10 a ambas versiones, citó que los gráficos y el audio eran algo «primitivos», pero comentó que esos detalles eran los únicos inconvenientes del juego. Elogió asimismo la rejugabilidad de las dos versiones, debido principalmente a la personalización y variedad que eran posibles realizar en ambos juegos; también comentó que tienen un cierto «atractivo universal»: «Bajo ese tierno exterior, Pokémon es un juego de rol serio y único, con muchas interfaces profundas y excelentes sobre el sistema multijugador. Como RPG, es lo suficientemente accesible para los que recién llegan a entender el género, y con ello poder disfrutarlo; pero aun así podrá entretener por un buen rato a los veteranos del mismo. Fácilmente es uno de los mejores juegos para la Game Boy hasta la fecha».
Se le ha atribuido el éxito de estos juegos a su innovadora experiencia de juego en lugar de sus efectos audiovisuales. Varios archivos publicados por la Columbia Business School indicaron que tanto los niños americanos como los japoneses preferían la mecánica de juego actual por sobre los efectos visuales o de audio avanzados. Se ha dicho que en los juegos de Pokémon, la ausencia de éstos efectos artificiales en realidad promueven la imaginación y la creatividad en los niños. «Con toda la discusión que se ha formado alrededor de los motores gráficos y las texturas del mapeado de éstos juegos, debe haber algo de estimulante en el superlativo sistema de juego que te hace ignorar los simplones gráficos de 8 bits», comentó The Guardian.
El sitio de Internet dedicado a los videojuegos 1UP.com, compuso una lista sobre el «Top 5 de los Juegos 'Que llegan tarde a la Fiesta'» la cual muestra ciertos títulos selectos que pueden «demostrar el potencial de las consolas que no fueron explotadas comercialmente» donde además dichos juegos fueron publicados tardíamente en relación con su respectiva consola. Rojo y azul figuraron en el primer puesto, y fueron clasificados como el «arma secreta» de Nintendo cuando varios juegos fueron trasladados a la consola portátil Game Boy a finales de los años 1990. En la lista hecha por Nintendo Power, ambas versiones de rojo y azul adquirieron juntas el título al tercer mejor juego para la consola Game Boy/Game Boy Color, comentando que lo único que mantuvo al equipo de redacción jugar dichas versiones fue el hecho de capturar a todos los Pokémon. La Official Nintendo Magazine mencionó a ambos juegos como unos de los mejores títulos de Nintendo de todos los tiempos, pues ocuparon el puesto número 52.° dentro de su lista de los «100 mejores juegos de Nintendo». Rojo y azul ocuparon el puesto número 72.° el «Top 100 de los Mejores Juegos de todos los tiempos» hecha por IGN durante 2003, en la que los críticos señalaron que ambos juegos «generaron una revolución» a lo cual, elogiaron el profundo diseño y la compleja estrategia de gameplay, además de la opción que existe para intercambiar éstas criaturas con otros jugadores. Dos años más tarde, ambos juegos ascendieron de posición alcanzado el puesto número 70.° dentro de la actualizada lista; con el legado de dichos títulos, el staff de edición volvió a comentar que los juegos han inspirado varias secuelas, películas, programas de televisión y otras mercancías que se suman a un sinfín de artículos relacionados con la franquicia, los cuales se han logrado arraigar fuertemente dentro de la cultura popular. Durante 2007, las versiones fueron una vez más incluidas dentro de una nueva lista, subiendo a la posición 37.°, y en ella los críticos señalaron la longevidad de ambos juegos:
Los juegos son considerados ampliamente los responsables del inicio de la serie en general, además de que ayudaron a marcar el camino a seguir de la exitosa franquicia multimillonaria. Cinco años después de la salida de Pokémon rojo & azul, Nintendo celebró su «Pokémoniversario». George S. Harrison, el vicepresidente de marketing y comunicaciones de Nintendo of America, Inc. declaró que «aquéllas joyas preciosas [Pokémon rojo & azul] han 'evolucionado' en Ruby y Sapphire. El lanzamiento de Pokémon Pinball permite la aparición de una nueva entrega sobre la nueva gran aventura de Pokémon que se avecina y que será introducida durante los próximos meses». Desde ese entonces la serie ha vendido más de 175 millones de juegos, todos los cuales son consecuencia del enorme éxito que las versiones rojo y azul lograron desde su lanzamiento.
Gracias al éxito y la recepción que tuvieron estas versiones en Hispanoamérica, Nintendo decidió reeditar ambos juegos en español para toda la región bajo el nombre de Edición Roja y Edición Azul en abril del año 2000.

## Otras versiones

### Pocket Monsters: Blue
Pocket Monsters: Blue (ポケットモンスター 青 Poketto Monsutā Ao?, lit. «Monstruos de Bolsillo Azul») fue publicado en Japón el 15 de octubre de 1996 como una versión especial que únicamente podía ser adquirida mediante un pedido por correspondencia para los suscriptores de la revista CoroCoro Comic. El juego ofrecía una versión gráfica más actualizada y nuevos diálogos entre personajes. Usando a Blastoise como mascota de la versión, el código, el guion, los gráficos y el artwork de Blue fueron utilizados para lanzar internacionalmente las versiones Red y Green. La versión Blue que fue lanzada en Japón contaba con un pequeño número de Pokémon que estaban disponibles en Red y Green, con el fin de que ciertos personajes fueran exclusivos en las versiones originales.

### Pocket Monsters: Yellow
Pokémon Yellow: Special Pikachu Edition (ポケットモンスターピカチュウ Poketto Monsutā Pikachū?, lit. «Monstruos de Bolsillo Pikachu») fue la versión especial de Red y Green que fue lanzada a la venta el 12 de septiembre de 1998. El juego fue programado para que se asemejara a la serie anime de Pokémon, en la que el jugador recibe un Pikachu como su Pokémon inicial y en la que aparecen personajes no controlables del anime, como Jessie, James y Meowth.

### Pokémon FireRedyPokémon LeafGreen
Pokémon FireRed y LeafGreen (conocidos en España como Pokémon RojoFuego y VerdeHoja) son las versiones mejoradas de los videojuegos originales de 1996, Pokémon rojo y azul. Los nuevos títulos fueron desarrollados por Game Freak y por The Pokémon Company, y publicados por Nintendo para la consola portátil Game Boy Advance. Permitían conectar dos consolas mediante el Game Boy Advance Wireless Adapter, originalmente incluido con la copia de ambos juegos, y mediante el Game Link Cable, cuyo uso los hacía compatibles con anteriores títulos de la serie. FireRed y LeafGreen fueron lanzados inicialmente en Japón durante el mes de enero en 2004, y en Estados Unidos y Europa durante septiembre y octubre del mismo año, respectivamente. Cerca de dos años después de su lanzamiento original, ambos títulos fueron recomercializados por Nintendo bajo el sello de la Player's Choice.
Los juegos, en general recibieron críticas positivas, obteniendo un puntaje del 81% por parte de Metacritic. Los críticos, en su mayoría, elogiaron el hecho de que ambos juegos introdujeran nuevas características, aunque mantuvieran la jugabilidad clásica de la serie. La recepción respecto a los gráficos y el audio fue más difusa, ya que algunos revisores se quejaron de que eran demasiado simples y no representaron una mejora respecto a las entregas anteriores, Pokémon Ruby y Sapphire. FireRed y LeafGreen vendieron un total de doce millones de copias alrededor del globo.